# Clas Alströmer
Clas Alströmer (también Clas, Klas, o Klaus Alstroemer), ( * 9 de agosto de 1736, Alingsas - † 5 de marzo de 1794, Gåsevadsholm) fue un empresario y científico sueco.

## Vida y obra
Claes Alströmer era uno de los ocho hijos de Jonas Alströmer y de Margareta Clason, y estudió en Upsala ciencias naturales, química y agronomía. Entre sus maestros aparecen Carlos von Linneo y Johan Gottschalk Wallerius. Además de sus actividades comerciales, Alströmer realizó estudios por la Europa meridional y occidental y en las plantas cultivadas de su propio jardín botánico privado. Realizó importantes exploraciones entre 1760 y 1764 por el sur de España, Francia, Italia, Alemania, Países Bajos e Inglaterra. Claes Alströmer se casó con Sarah Catherine Sahlgren.[cita requerida]

## Honores
Carlos Linneo lo honró designando en su honor al género Alstroemeria, y género tipo de la Familia Alstroemeriaceae.
- La abreviatura «Alstr.» se emplea para indicar a Clas Alströmer como autoridad en la descripción y clasificación científica de los vegetales.[1]